# Okroglo (Naklo, Slovenija)
Okroglo je naselje u slovenskoj Općini Naklu. Okroglo se nalazi u pokrajini Gorenjskoj i statističkoj regiji Gorenjskoj. 

## Stanovništvo
Prema popisu stanovništva iz 2002. godine naselje je imalo 153 stanovnika.

## Šport
Od 2018. održava se malonogometni turnir Okroglo Cup; teren se nalazi unutar kruga.